# Kapelle (Dalldorf)

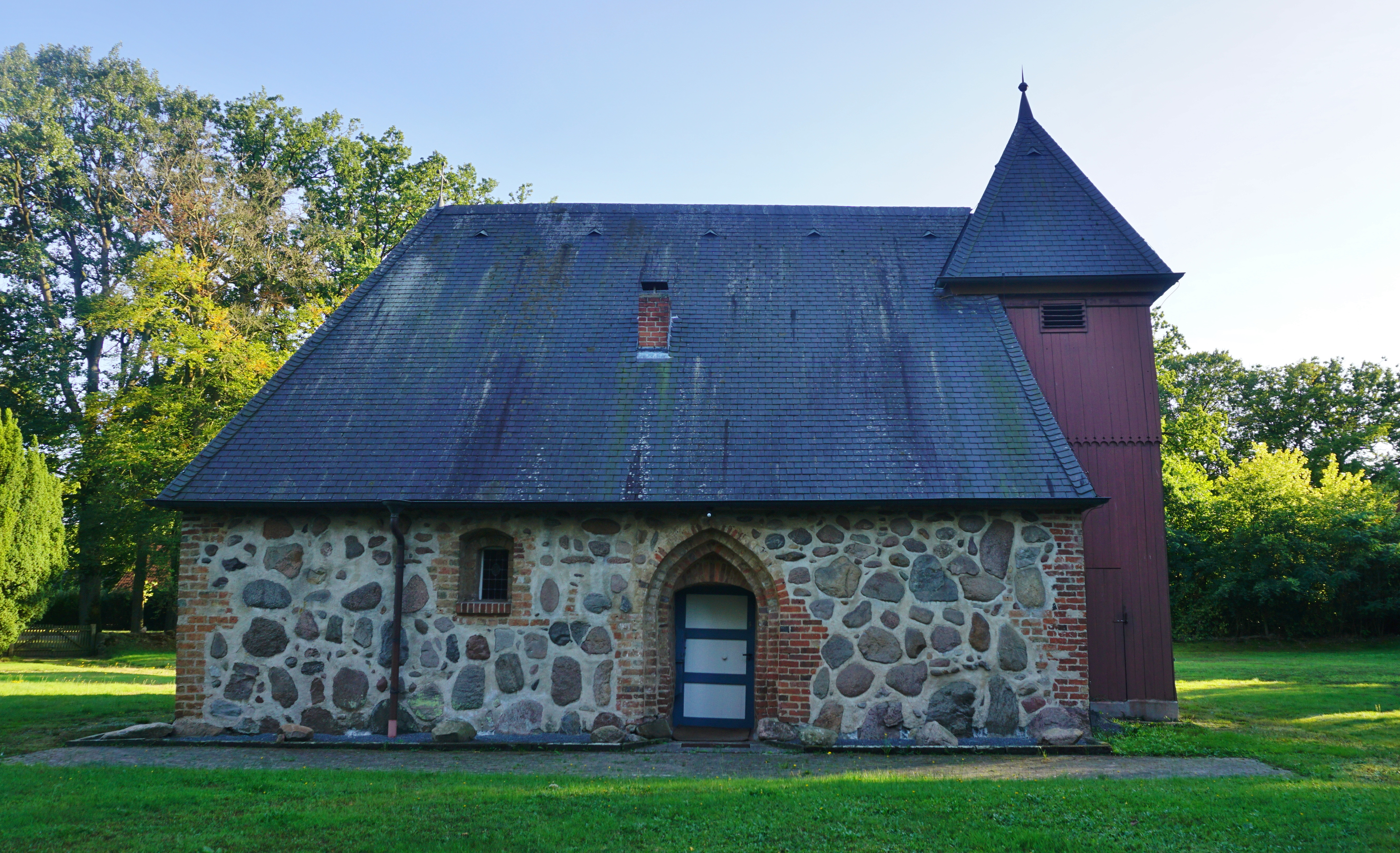
Feldsteinkapelle in Dalldorf

Die evangelisch-lutherische Kapelle in Dalldorf in der Gemeinde Suhlendorf im niedersächsischen Landkreis Uelzen ist ein kleiner Feldsteinbau der Gotik.

## Geschichte
In Dalldorf stand bereits 1534 ein Kapellengebäude, das heutige wurde jedoch 1668 erst errichtet. Dazu wurde das Abbruchmaterial der 1623 im Nachbarort Göddenstedt errichteten Gutskapelle verwendet.
Um das Jahr 1910 und in den 1930er Jahren gab es Bestrebungen, die Kapelle umzubauen oder einen Neubau zu errichten. Aufgrund einer fehlender Genehmigung und der Weltkriege wurden sie jedoch nicht in die Tat umgesetzt. Stattdessen erfolgte zwischen 1947 und 1948 durch den Architekten Gerhard Langmaack eine Instandsetzung der Kapelle. Eine Renovierung des Innenraums fand 1962 statt.

## Architektur
Das Gebäude gliedert sich in ein 12,1 Meter langes und 8,3 Meter breites Kapellenschiff und einen Glockenturm im Westen. Die Kapelle ist mit einem Walmdach und der Westturm mit einem Pyramidendach ausgestattet. Der Saalbau wurde aus Feld- und Backsteinen errichtet, wobei der Glockenturm eine hölzerne Ummantelung aufweist. Der Innenraum wird von einer Holzbalkendecke überspannt und enthält an der Westseite eine Empore, die im 19. Jahrhundert eingebaut worden ist.

## Orgel
Die Orgel wurde 1953 durch die Firma Weißenborn aus Braunschweig angefertigt und 2004 renoviert.

## Kirchliche Organisation
Nachdem die Kirchengemeinde Suhlendorf und Rosche 1764 aufgehoben wurden, wurde die Kapellengemeinde Dalldorf Suhlendorf zugewiesen. Die Kapellengemeinde wurde am 1. Januar 1974 aufgehoben und die Kapelle in Dalldorf vollständig der Kirchengemeinde Suhlendorf zugeordnet.